# Eutegaeus papuensis
Eutegaeus papuensis är en kvalsterart som beskrevs av Aoki 1965. Eutegaeus papuensis ingår i släktet Eutegaeus och familjen Eutegaeidae. Inga underarter finns listade i Catalogue of Life.